# Héctor Scandoli
Héctor Scandoli (Buenos Aires, 13 de junio de 1936 - 2005) fue un futbolista argentino que se desempeñaba como delantero.

## Clubes
Comenzó jugando por el club Unión de Unquillo, realizando allí sus primeros pasos en el fútbol hasta llegar a River Plate, el año 1957, participando más activamente en la campaña de 1958 donde es compañero de importantes jugadores como Ángel Labruna.

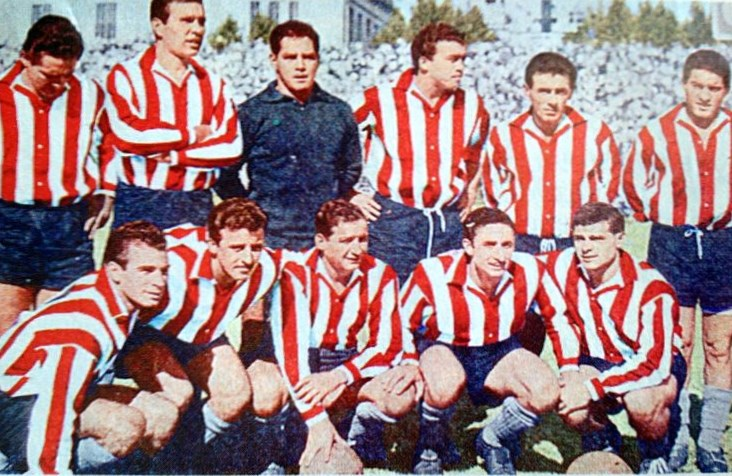
Estudiantes 1 Boca 2 - 03 abril 1960
Parados: José María Silvero, Héctor Zapa, José Rosendo Toledo, Horacio Anacaris Reymundo, Roque Fernández, & Víctor H. Alarcón.
Arrodillados: Héctor Ruggeri, José Oscar Florindo, Ricardo Infante, Héctor Emilio Scandoli, & Juan Raúl Marcelino "Chelo" Stork.

En 1959 llega a Banfield en la Primera B, donde cuenta con una buena campaña goleadora, quedando máximo goleador del club y en cuarto lugar del campeonato con 21 tantos.
Al año siguiente llega a Estudiantes de La Plata en la Primera División, no contando con una gran regularidad, anotando nueve tantos.
Su paso, más bien negativo, por Estudiantes de La Plata generó que en 1961 volviese a la Primera B, para jugar por Platense, aquí alcanza un importante registro marcador, ya que logra un total de 46 tantos en sus tres años de estadía. En el segundo año vuelve a quedar en el top de goleadores, al quedar nuevamente como máximo goleador del equipo y tercero a nivel nacional con 23 tantos.
En 1964 llega a Rangers de Talca, donde se convierte en figura por su capacidad goleadora, anotando en su primer año un total de 19 goles por el club rojinegro, armando una gran dupla con el otro delantero rangerino Juan Soto. Al año siguiente hace su mejor campaña al anotar 25 tantos y terminar como goleador de la primera división, a pesar de haber tenido una lesión que lo dejó fuera de las canchas por algunas semanas.

## Legado en Rangers
Ha sido el único jugador de la historia de Rangers en terminar como goleador de la primera división, además de ser el segundo goleador histórico del club, esto ha generado un enorme respeto y cariño por parte de los hinchas, quienes lo reconocen como una importante pieza dentro de la institución. Fue protagonista de una de los mejores campeonatos del club, el 3° lugar del año 1965.
Era destacado por su olfato goleador, su buena capacidad para cabecear y para controlar el balón en velocidad, lo que aprovechaba para traspasar las líneas defensivas de los contrincantes.
Compartió equipo con importantes ídolos del club, entre ellos Juan Soto, Iván Azócar y otros.
Fue reconocido el año 2002 dentro del equipo ideal histórico del equipo, en una votación abierta para la ciudadanía talquina en conmemoración de los 100 años del club.

## Estadísticas
| Equipo | Temporadas | Partidos | Goles | Promedio |
| --- | ---------- | -------- | ----- | -------- |
| River Plate | 1957-1958  | 13       | 4*    | 0.23     |
| Banfield | 1959       | ?        | 21    | ?        |
| Estudiantes de La Plata | 1960       | 23       | 9     | 0.39     |
| Platense | 1961-1963  | 68       | 46    | 0.67     |
| Rangers | 1964-1968  | 77       | 71    | 0.89     |
| TOTAL | 1957-1970  | ?        | 151   | ?        |
| Referencias a goles en River Plate Referencias a goles en Banfield Referencias a goles en Estudiantes de La Plata Referencias a goles en Platense Referencias a goles en Rangers de Talca |            |          |       |          |

Se incluye el gol realizado en la Copa Suecia ya que fue un torneo oficial.

## Distinciones individuales
| Distinción                                                  | Año  |
| ----------------------------------------------------------- | ---- |
| Goleador de la Primera División de Chile                    | 1965 |
| Incluido en el equipo ideal de todos los tiempos de Rangers | 2002 |